# Alexander Sergeyevich Menshikov
Aleksandr Sergeyevich Menshikov (em russo:  Александр Сергеевич Меншиков) (São Petersburgo, 26 de agosto de 1787 — São Petersburgo, 1 de maio de 1869, todas as datas em estilo antigo) foi um militar, comandante e estadista do Império Russo, com origem numa família de alta nobreza. Foi general-adjuvante em 1817 e almirante em 1833. 

## Biografia
Neto de Alexandre Danilovitch Menchikov, duque de Íngria, Alexander entrou ao serviço do Império Russo como attaché da embaixada em Viena em 1809. Próximo de Alexandre I, acompanhou-o nas campanhas contra Napoleão Bonaparte. Em 1817, Menchikov foi nomeado quartel-mestre general (comandante da logística do Exército) do Estado-Maior. Em 1823, foi transferido para o Ministério dos Negócios Estrangeiros russo, retirando-se da vida militar em 1824. 
Foi depois nomeado para o Almirantado Russo e ministro pelo czar Nicolau I. Distinguiu-se no cerco de Varna e em 1830 foi nomeado para o Conselho de Estado. Em 1831, Menchikov ocupou o posto de governador-geral da Finlândia. Dedicou-se aos assuntos marítimos mas exerceu má influência sobre a Marinha da Rússia, atrasando os progressos técnicos e a inovação nos modos de combate. 
Em 1853, Menchikov foi enviado em missão especial a Constantinopla, e quando a guerra da Crimeia deflagrou, regressou à vida militar e foi nomeado comandante chefe do exército e das forças navais. Comandou o Exército Imperial Russo na Batalha de Alma e na Batalha de Inkerman onde foi manifesta a sua incompetência para o comando militar em batalha. Em 15 de fevereiro de 1855, o czar retirou o comando a Menchikov, e substituiu-o pelo príncipe Mikhail Gortchakov. De dezembro de 1855 a abril de 1856, ocupou o posto de governador geral de Kronstadt antes de ser reformar. Morreu em São Petersburgo.